# Prix Charles-Peignot
Le prix Charles Peignot est un prix créé en 1982 et décerné tous les trois à six ans par l'Association typographique internationale à des créateurs de caractères âgés de moins de trente-cinq ans. Ils sont récompensés pour une contribution typographique d'importance.
Le prix porte le nom de Charles Peignot, fils du fondateur de la fonderie Deberny et Peignot, et fondateur et premier président de l'ATypI.
Il était doté à sa création d'un chèque de 10 000 francs suisses.

## Liste des récipiendaires
- 1982 : Claude Mediavilla
- 1985 : Jovica Veljović
- 1988 : Petr van Blokland
- 1991 : Robert Slimbach
- 1994 : Carol Twombly
- 1998 : Jean François Porchez
- 2002 : Jonathan Hoefler
- 2007 : Christian Schwartz
- 2013 : Alexandra Korolkova
- 2018 : David Jonathan Ross